# Dviná Septentrional
El río Duina Septentrional, ó Duina del Norte, (en ruso: Северная Двина, Sévernaya Dviná) es un río del norte de la Rusia europea que fluye en dirección noroeste hasta desembocar en la bahía Dviná, en el mar Blanco. Tiene una longitud nominal de 748 km (que alcanzan los 1685 km con su fuente, el río Sújona-Kubena) y drena una gran cuenca de 357 000 km², la 5.ª de Europa y la 10.ª cuenca rusa. Un sistema de su cuenca es aún más largo, el formado por Dviná Septentrional—Víchegda que llega a los 1840 km  (680 km del propio Dviná y 1160 km del Víchegda) lo que lo sitúa como el sexto río más largo de Europa, tras el Volga, Danubio, Ural, Dniéper y Don. Administrativamente, discurre por los óblast de Vólogda y Arcángel.

## Topónimo
Según el Diccionario Etimológico del lingüista ruso-germano Max Vasmer, el nombre del río ha sido tomado del Dvina Occidental. El hidrónimo Dvina no proviene de las lenguas urálicas; sin embargo, su origen no está claro. Posiblemente sea una palabra indoeuropea que solía significar 'río' o 'arroyo'.
En idioma komi, el río se llama Вы́нва/Výnva, de vyn, 'poder', y va, 'agua, río', por lo tanto, 'río poderoso'.
En español, suele llamársele meramente Duina, especialmente cuando el contexto establece que se trata del río ruso.

## Historia

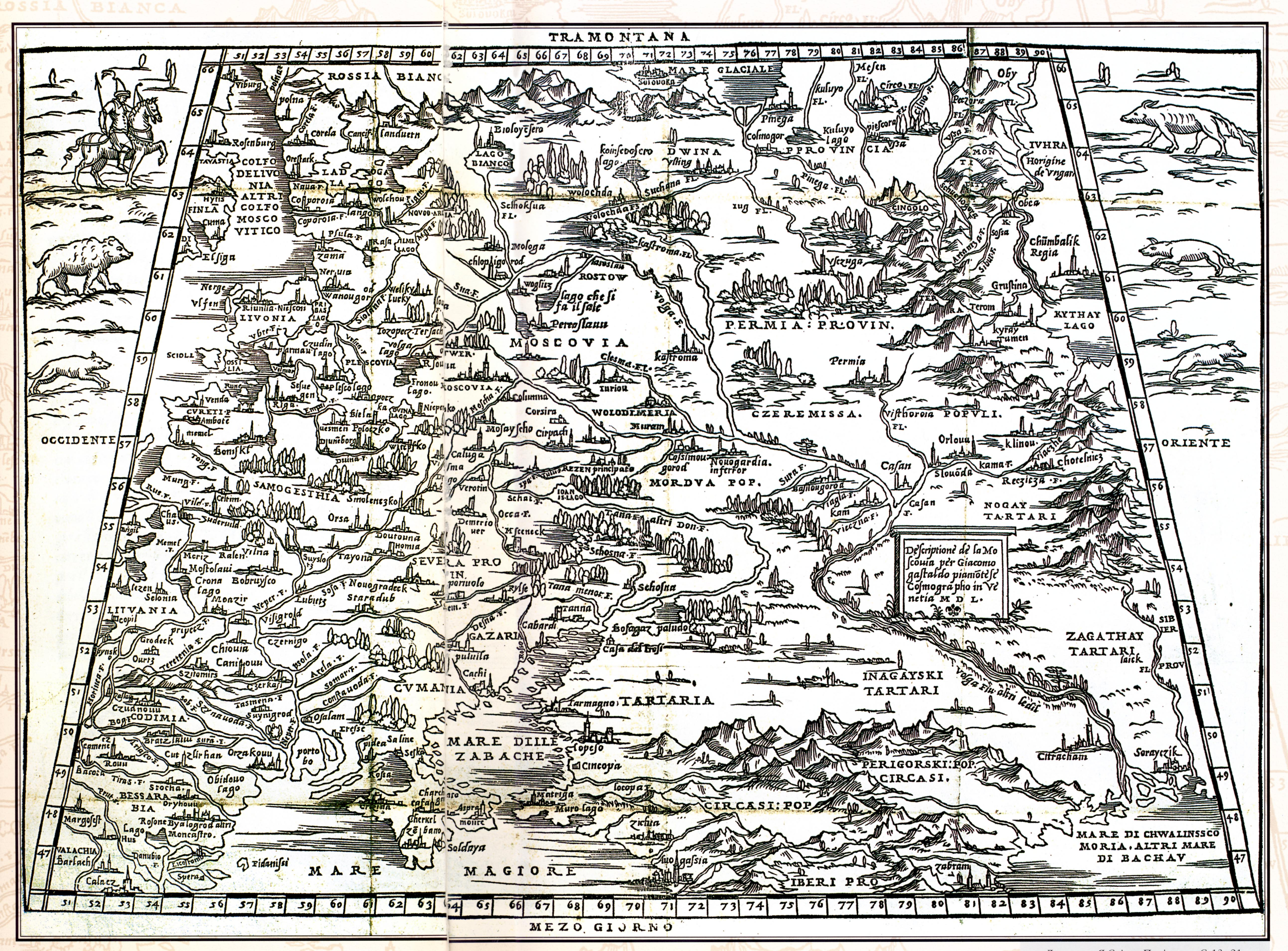
"Colmogor", cerca del "Mare Glaciale", en un mapa de Moscovia de 1551 de Giacomo Gastaldi

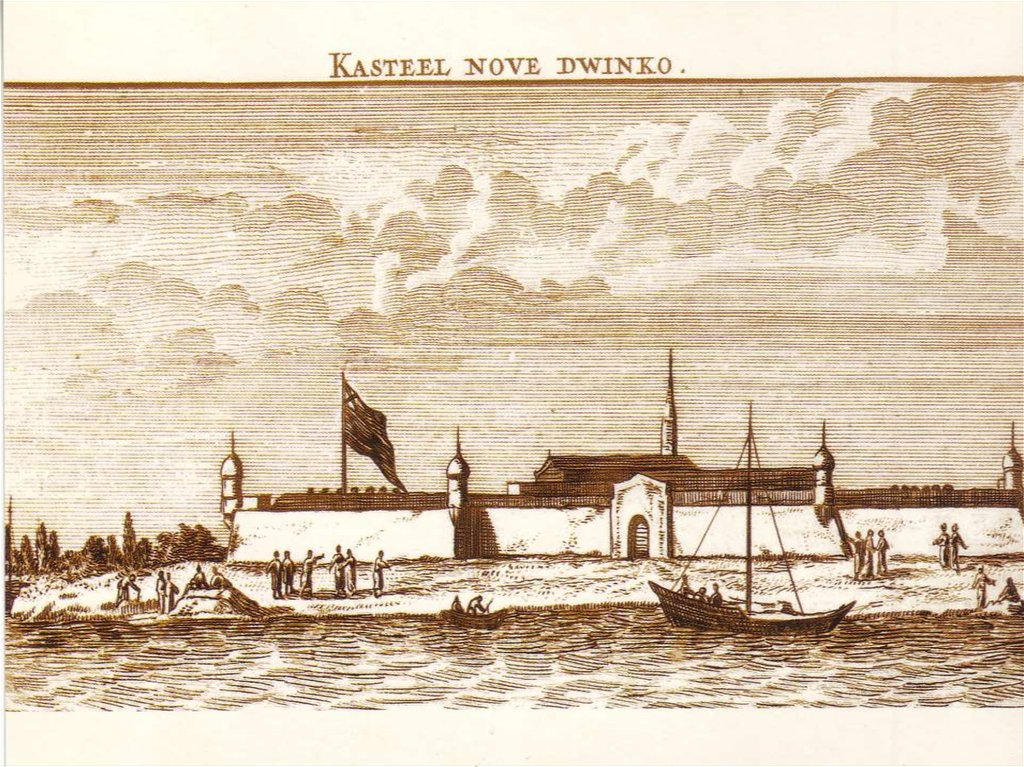
Fortaleza de Novodvinsk (1701-1714), protegiendo la boca del Dvina. Grabado del libro del artista viajero Cornelius de Bruyne Viaje a través de Moscovia a persia, Ámsterdam, 1711

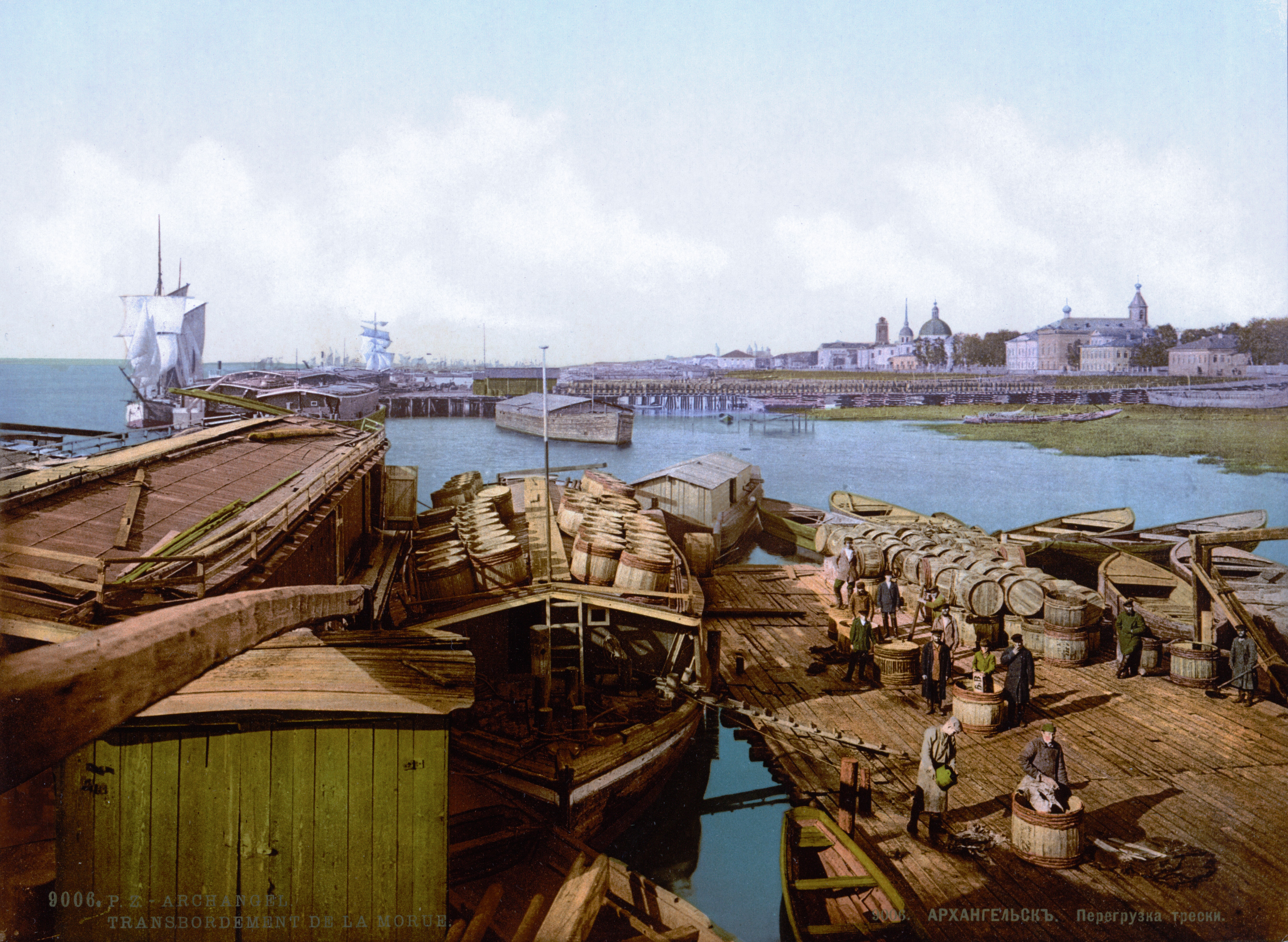
Postal del puerto de Arjánguelsk en 1896

El descubridor del Duina sería Ohthere de Hålogaland, quien, tras cruzar el cabo Norte, habría alcanzado la desembocadura del Duina en el s. IX.
El área fue poblada originalmente por los pueblos ugrofineses y luego colonizada por la república de Novgorod. La única excepción fue Veliky Ustyug, que formaba parte del principado de Vladimir-Suzdal. El resto de la cuenca del Dvina Septentrional estaba controlada por Novgorod. Veliky Ustyug fue mencionada por primera vez en las crónicas en 1207, Shenkursk en 1229 y Solvychegodsk fue fundada en el siglo XIV. En el siglo XIII, los comerciantes de Novgorod ya llegaban al mar Blanco. El área era atractiva en primera instancia debido al comercio de pieles. La principal vía fluvial desde Novgorod hacia el Dvina Septentrional iba a lo largo del Volga y su afluente, el Sheksna, a lo largo del río Slavyanka hasta el lago Nikolskoye; luego las embarcacioness eran porteadas por tierra hasta el lago Blagoveshchenskoye; desde allí, aguas abajo a lo largo del río Porozovitsa hasta el lago Kubenskoye, y más allá hasta el Sújona y el Dvina Septentrional.
Desde el Dvina Septentrional, había varias formas de llegar a la cuenca del Mezen (desde donde los comerciantes podían llegar a la cuenca del Pechora y a la del Obi). Una era remontar aguas arriba por el Víchegda y el Yarenga, y luego por tierra hasta el río Vashka. Otra también iba río arriba, por el Víchegda, seguía por el Vym y el Yelva, y luego, por tierra, hasta el Irva y el Mezen. Otras dos opciones incluían remontar río arriba por el Pinega y luego por tierra hasta el Kuloy y hasta el Mezen, o usar el Pukshenga y el Pokshenga  para llegar al Pinega, y luego desde el Yozhuga tomar botes por tierra hasta el Zyryanskaya Yezhuga y el Vashka. Desde el Víchegda, los comerciantes también podían llegar directamente a la cuenca del río Pechora a través del Cherya y el Izhma, o por el Mylva.
Desde el siglo XIV, Jolmogory (que había sido fundado en 1177 aguas abajo de la confluencia con el Pínega, ya en la parte final del río) fue el principal puerto comercial en el Dvina Septentrional, pero en el siglo XVII perdió esa condición ante el puerto de Arjánguelsk, que había sido fundado en  1584 por Iván IV de Rusia. Y aun reteniendo hasta 1762 Jolmogory la sede de la eparquía de Jolmogory y Vaga —desde 1732 conocida como eparquía de Jolmogory y Archangelogorod—, que tenía la jurisdicción sobre todo el norte de Rusia, incluido el monasterio Solovetsky. Arjánguelsk estaba localizado unos 50 km aguas bajo de Jolmogory, ya en la boca del estuario. De 1553 a 1713, el río fue prácticamente la única arteria comercial segura que conectaba el centro de Rusia con Arjánguelsk, que pasó a ser el principal puerto del comercio marítimo entre Rusia y los países del norte y oeste de Europa.
En el s. XVI, Fernando de Herrera emplea líricamente al Duina, en representación de la mujer amada.
Pedro I de Rusia cambió totalmente la situación, fundando la ciudad de San Petersburgo en 1703, abriendo así el camino para el comercio del mar Báltico y construyendo la carretera entre San Petersburgo y Arjánguelsk a través de Kargopol. San Petersburgo se convertiría en la capital del imperio ruso. Ello provocó que Arjánguelsk entrara en una profunda decadencia en el siglo XVIII, ya que el comercio por el mar Báltico predominaba sobre el del mar Blanco. El comercio volvió a florecer en el XIX, tras completarse la línea del ferrocarril con Moscú. Hoy es un importante puerto pesquero y maderero. El río perdió rápidamente su papel como ruta comercial líder, que se aceleró con la construcción del ferrocarril entre Vologda y Arjánguelsk entre 1894 y 1897. La boca del Dvina fue considerada por el Imperio ruso como un lugar estratégico para la defensa de Arjánguelsk en el camino hacia el centro de la Rusia europea.
El Dvina Septentrional fue escenario de varias batallas durante la guerra civil rusa, muchas de las cuales involucraron al ejército intervencionista de la Entente como parte de su Campaña del Norte de Rusia. Una flotilla especial del Dvina Septentrional existió durante la Guerra Civil.

## Geografía

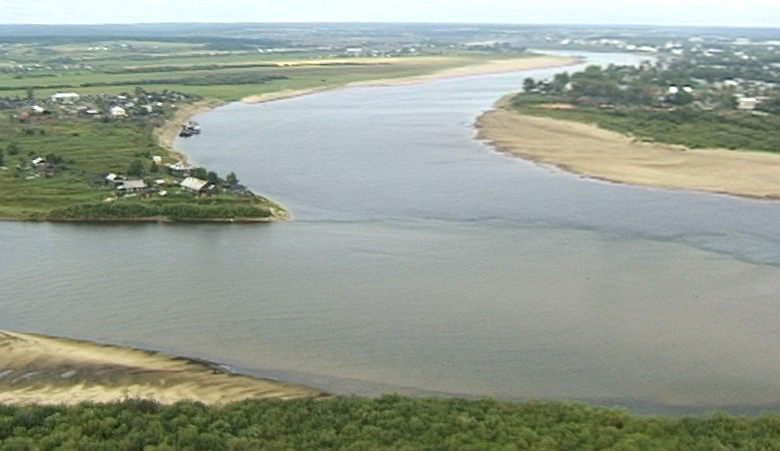
La confluencia de los ríos Yug (Sur) y Sújona, que da origen al Dviná septentrional

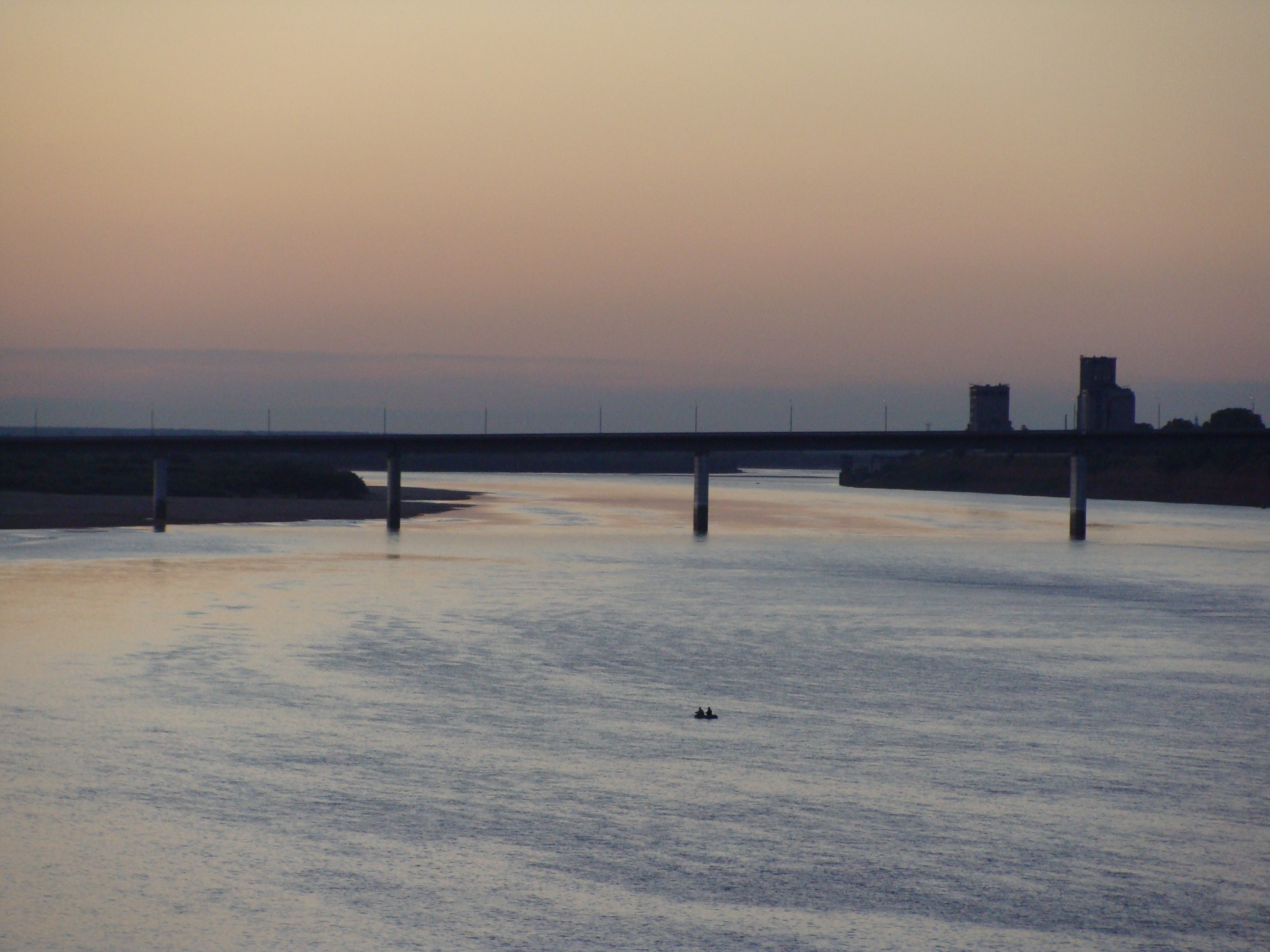
El Dviná Septentrional en Kotlas, en la confluencia con el Víchegda. La foto fue tomada desde el puente ferroviario; en frente, está el puente de la autopista.

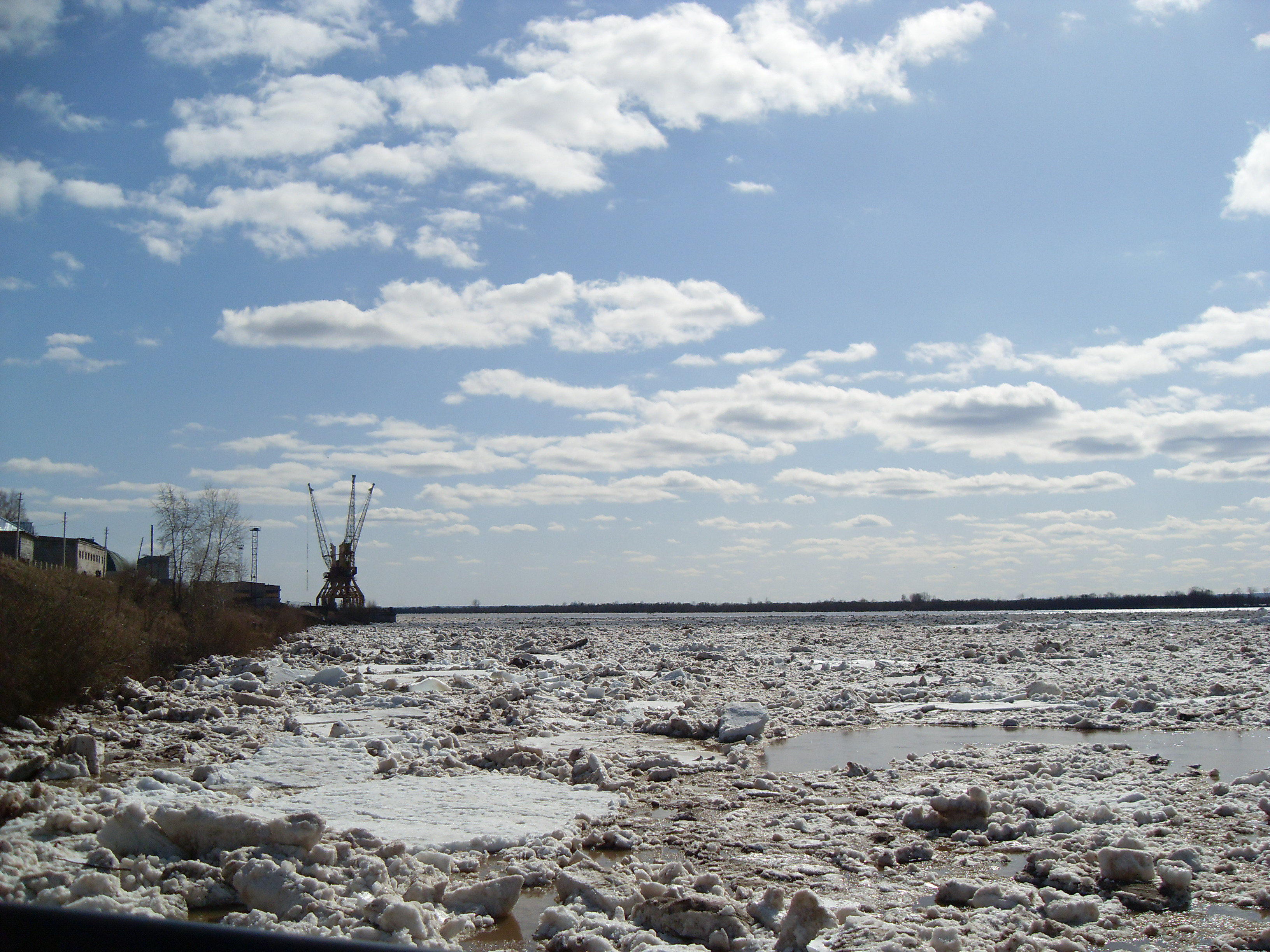
Hielo a la deriva en el Dvina, cerca de Kotlas

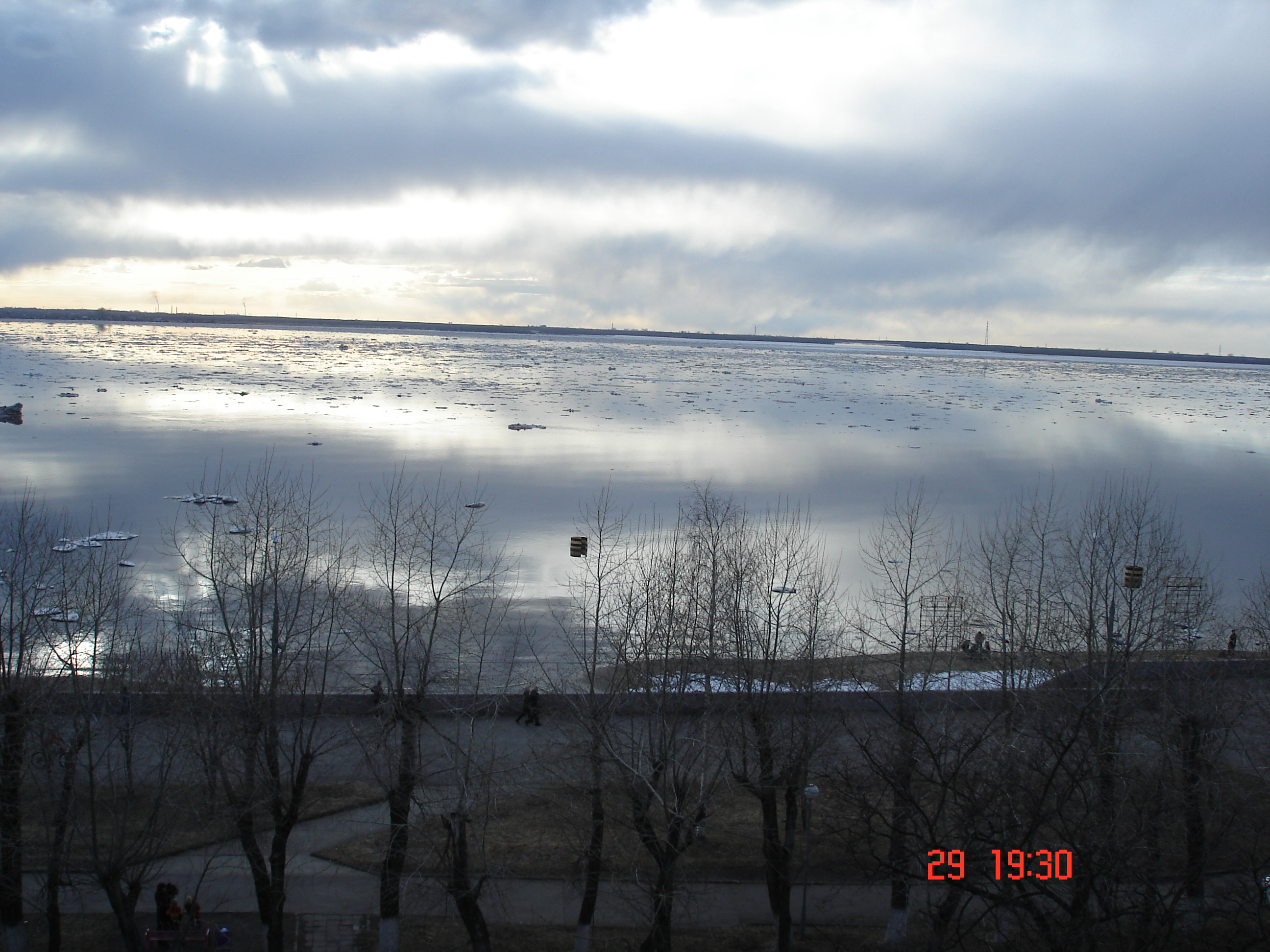
Hielo a la deriva en el Dvina en el óblast de Arcángel

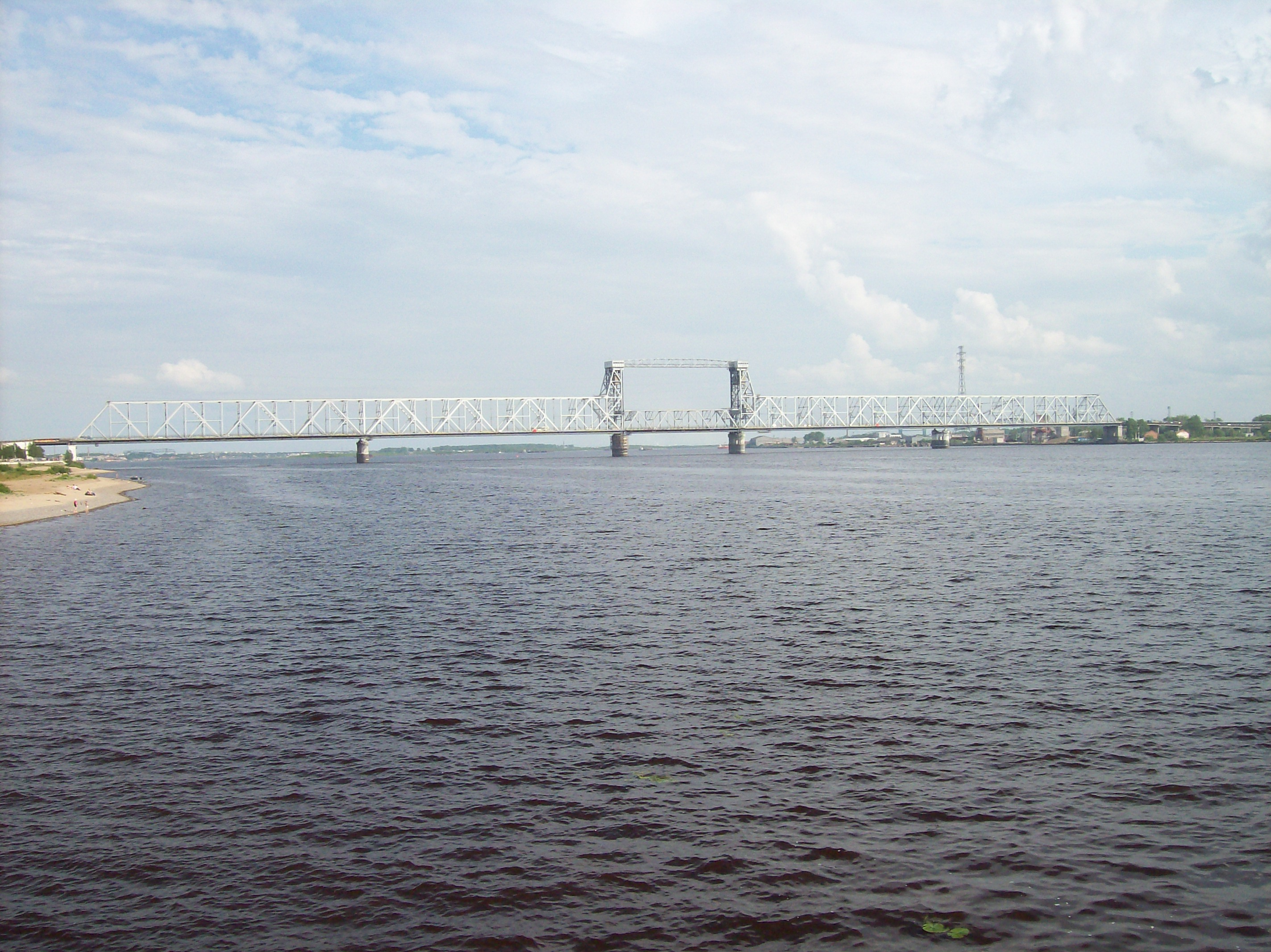
Puente sobre el Dviná en Arcángel

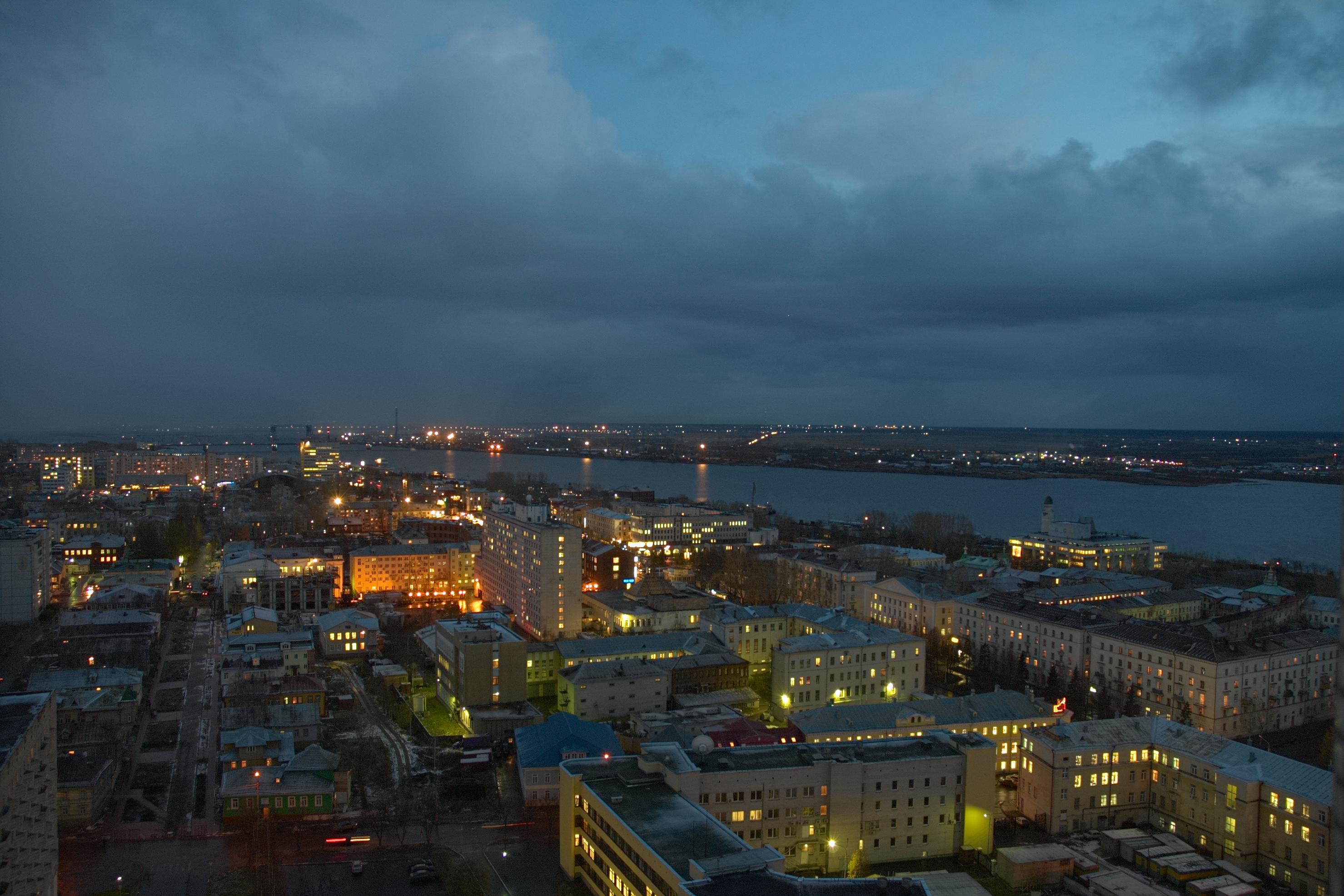
Vista nocturna de Arcángel, a orillas del río Dviná Septentrional

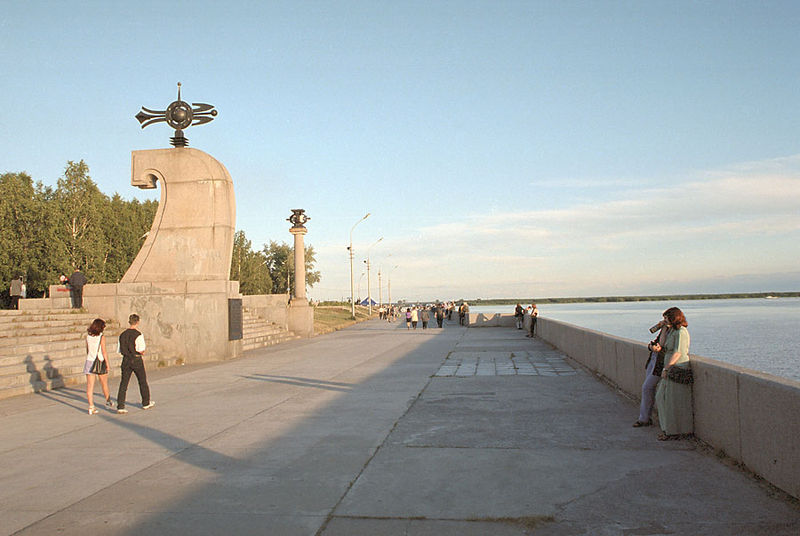
Paseo en Arcángel a orillas del Dviná Septentrional

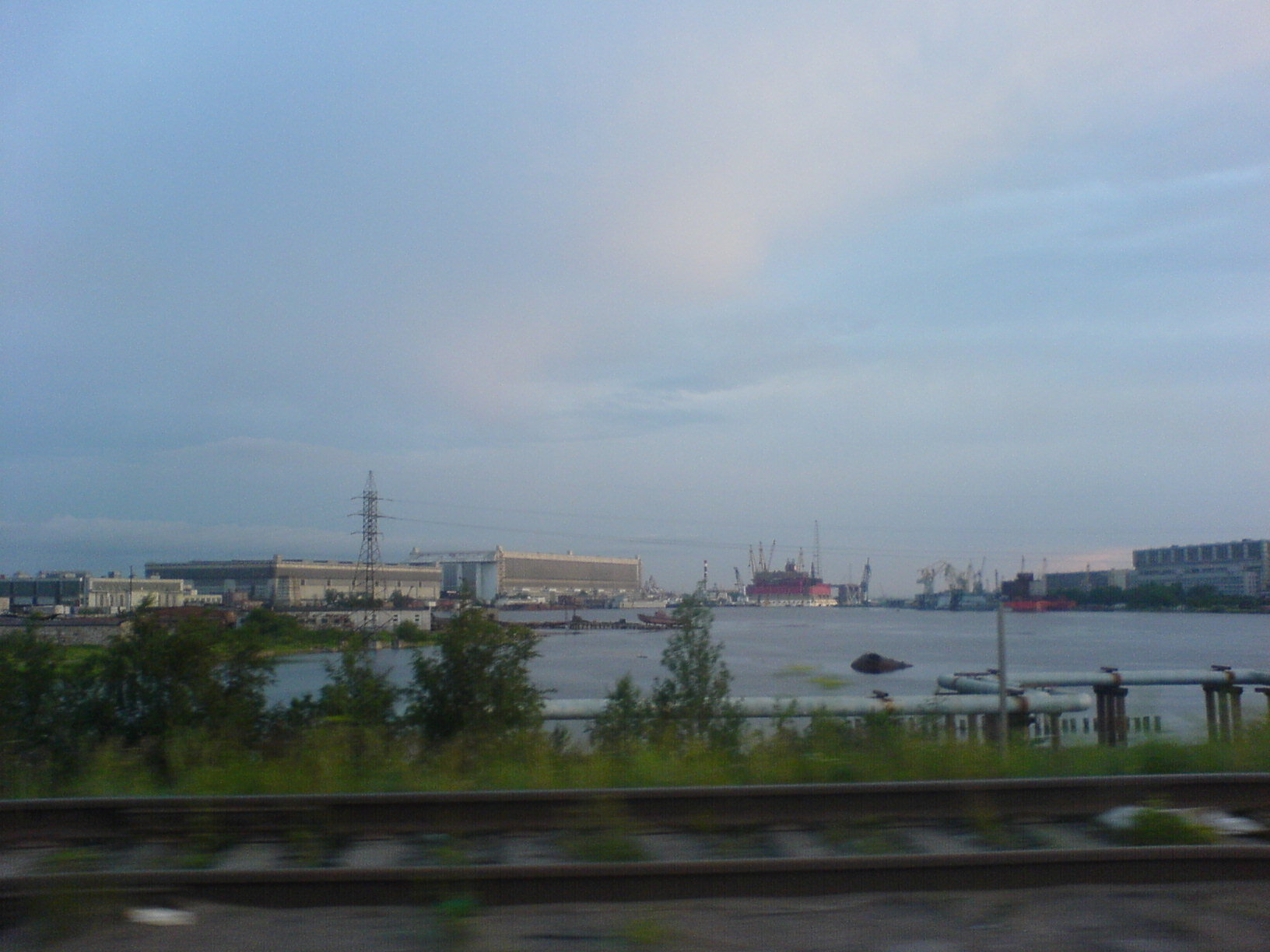
Astilleros navales SevMach, en Severodvinsk, con el taller 55 (55-й цех) que será el edificio más grande del mundo

El río Dviná Septentrional nace de la confluencia del río Sújona y el río Yug, cerca de la ciudad de Veliki Ústiug (33 419 hab. en el año 2002), en la parte oriental del óblast de Vólogda. El río discurre primero en dirección norte, por una zona pantanosa y cubierta de bosques muy rica píscicolamente. Tras llegar a Krasávino (8211 hab.) abandona pronto el óblast de Vólogda y se adentra, por la parte meridional, en el Óblast de Arcángel. Pasa primero por Privódino y al poco llega a la ciudad de Kotlas (60 600 hab.), la más importante de su curso medio, donde recibe por la izquierda al río Víchegda. Gira el Dviná a partir de aquí hacia el noroeste, atravesando las localidades de Úsovo, Derevénskaya y Krasnoborsk (7193 hab.), en la que recibe, por la derecha, al río Úftiuga (en la cuenca del Dviná hay otro río con el mismo nombre, un afluente del Sújona). En este tramo el río cruza una zona de colinas en la que su curso se estrecha y está bordeado por escarpadas orillas en las que finaliza el bosque.
Continua aguas abajo en la misma dirección Noroeste, llegando a Cherevkovo (3614 hab.), para entrar luego en un tramo en el que se incorporan un grupo de pequeños afluentes por ambas márgenes: por la izquierda, los ríos Avniuga, Yumiz, Kódima; y, por la derecha, los ríos Erga y Nondrus. Sigue llegando a las localidades de Póchegda (3050 hab.), Cámovo, Konetsgorie y Ust-Vaga, donde recibe, por la izquierda, otro de sus afluentes importantes, el río Vaga. Llega a continuación el Dviná a Bereznik (8053 hab.), Osínovo (1617 hab.) y Ust-Vayenga (1431 hab.), donde recibe, por la derecha, al río Vayenga. Sigue por Hetogo y aquí vira en dirección norte, llegando al poco a Kali, Lipovik, Zacacev y Emetsk, donde recibe por la derecha al río Emca y al poco, por la izquierda, al Puksenga. Sigue su curso llegando a Bol Gorá, Brian Návolok, Kopacevo, Tovra y Ust-Pínega, donde recibe, por la derecha, al río Pínega, otro largo afluente procedente del Noreste.
A partir de aquí el Dviná gira en dirección Oeste-Noroeste y corre por la meseta del mar Blanco y del Kuloj. Su curso se divide en varios brazos y se ensancha mucho, hasta 7 km y una profundidad de 15 m, con varias islas importantes en el cauce. Llega a la ciudad de Novodvinsk (43 383 hab.) y luego forma un amplio delta de unos 900 km², en cuyas márgenes se encuentran las más importantes ciudades de todo su discurrir, Arcángel (356 051 hab.) y Severodvinsk (201 551 hab.). Desagua finalmente en el mar Blanco, después de 744 km de recorrido, en la bahía que lleva su nombre, bahía Dvina, de unos 100 km de longitud y unos 70 km de anchura media.
La cuenca del Dviná Septentrional es muy importante por su gran tamaño, 357 000 km²: comprende parte del territorio de la República de Komi y de los óblast de Arjánguelsk, Kírov, Kostromá y Vólogda. En general es una región con baja densidad de población a causa de frío, en su mayoría son bosques boreales de coníferas.

## La vía navegable
El río Dviná Septentrional es navegable desde el principio hasta el final, pero permanece congelado a partir de diciembre hasta abril. También se utiliza mucho para el transporte de madera flotando.
El río es una de las arterias fluviales más importantes del norte de la Federación de Rusia y algunos de sus tramos forman parte de la vía navegable Volga-Báltico, que conecta el mar del Norte y el mar Mediterráneo. Dos son los canales artificiales que permiten esta navegación, uno de ellos abandonado:
- Canal del Dviná Septentrional, un canal de 64 km, finalizado en 1828 (antiguamente conocido como canal Aleksandr de Wurtemberg, ministro de transporte de la época). El canal conecta el lago Kúbenskoye (407 km²), localizado en la parte meridional del óblast de Vólogda, que es la fuente del río Sújona, con el río Sheksna, un afluente del río Volga. En 1917 se construyó una presa en la salida del río Sújona y el lago paso convertirse en un embalse.

- Canal de Catherine, un canal de unos 18 km construido entre 1785-1822 y ahora abandonado, que conecta el río Keltma Septentrional (un afluente del Víchegda) con el río Kama, un tributario del Volga. En 2007 se ha propuesto que sea reacondicionado como lugar histórico.[12]

## Hidrología
El Dviná Septentrional tiene un régimen fluvila pluvio-nival, con una dominante nival. Tiene un sistema similar al del resto de ríos de Rusia: los meses de invierno y la primera parte de la primavera el caudal es mínimo (mínimo en marzo), pero aumenta rápidamente con el deshielo de primavera (máximo en mayo). El caudal medio de agua al año en su cabecera es de 770 m³/s (Mosquera, en la confluencia del Sújona) y en su boca es de casi 3.500m³/s; el máximo de mayo se traducen en una importante crecida del nivel del río, que puede alcanzar los 14 m en su curso inferior.
El Dviná Septentrional permanece congelado durante un largo período, generalmente, entre finales de octubre-principios de noviembre y finales de abril-principios de mayo. 
| Caudal medio mensual del Dviná Septentrional en la estación hidrológica de Ust-Pínega (Datos calculados en 1983-93, en m³/s) |
| |

## Fauna
Alrededor de 30 especies de peces viven en el río, como esturión esterlete, salmón blanco nelma, corégono blanco, Coregonus pidschian , brema o plática, etc.

## Sistema fluvial del río Dviná Septentrional
El sistema fluvial del río Dviná Septentrional es uno de los más importantes de la Rusia europea. Los principales afluentes del sistema se recogen en la tabla que sigue, ordenados aguas abajo, esto, desde la fuente a la desembocadura.
| º     |       |           |                                       |                                       |                                       |                                       |                     |               |               |              |         |
| ----- | ----- | --------- | ------------------------------------- | ------------------------------------- | ------------------------------------- | ------------------------------------- | ------------------- | ------------- | ------------- | ------------ | ------- |
| Ramal | Ramal | km (boca) | Nombre afluente                       | Nombre afluente                       | Nombre afluente                       | Nombre afluente                       | Desembocadura       | Longitud (km) | Caudal (m³/s) | Cuenca (km²) | Tramo   |
| —     | D     | 744       | Río Yug                               | Río Yug                               | Río Yug                               | Río Yug                               | Dvina Septentrional | 574           | 292           | 35.600       | Fuentes |
| —     | —     | —         | —                                     | Río Luza                              | Río Luza                              | Río Luza                              | Yug                 | 574           | 135           | 18 300       | Fuentes |
| —     | —     | —         | —                                     | Río Pushma                            | Río Pushma                            | Río Pushma                            | Yug                 | 171           | 18            | 2520         | Fuentes |
| —     | —     | —         | —                                     | Río Shárzhenga                        | Río Shárzhenga                        | Río Shárzhenga                        | Yug                 | 183           | 14            | 1500         | Fuentes |
| —     | —     | —         | —                                     | Río Kíchmenga                         | Río Kíchmenga                         | Río Kíchmenga                         | Yug                 | 208           | 18,8          | 2330         | Fuentes |
| I     | —     | 744       | Sistema Sújona—Lago Kubenskoye—Kubena | Sistema Sújona—Lago Kubenskoye—Kubena | Sistema Sújona—Lago Kubenskoye—Kubena | Sistema Sújona—Lago Kubenskoye—Kubena | Dvina Septentrional | 941           | 456           | 50 300       | Fuentes |
| I     | —     | 744       | Río Sújona                            | Río Sújona                            | Río Sújona                            | Río Sújona                            | Dvina Septentrional | 558           | 456           | 50 300       | Fuentes |
| —     | —     | —         | —                                     | Río Úftjuga                           | Río Úftjuga                           | Río Úftjuga                           | Río Sújona          | 134           | -             | 2360         | Fuentes |
| —     | —     | —         | —                                     | Río Lezha                             | Río Lezha                             | Río Lezha                             | Río Sújona          | 178           | -             | 3550         | Fuentes |
| —     | —     | —         | —                                     | Río Vólogda                           | Río Vólogda                           | Río Vólogda                           | Río Sújona          | 155           | -             | 3030         | Fuentes |
| —     | —     | —         | —                                     | —                                     | Lago Kubenskoye                       | Lago Kubenskoye                       | Río Sújona          |               | -             |              | Fuentes |
| —     | —     | —         | —                                     | —                                     | —                                     | Río Kubena                            | Lago Kubenskoye     | 368           | 52,2          | 11 000       | Fuentes |
| —     | D     | 673       | Río Víchegda                          | Río Víchegda                          | Río Víchegda                          | Río Víchegda                          | Dvina Septentrional | 1130          | 1160          | 121 000      | Dvina   |
| —     | —     | —         | —                                     | Río Vol                               | Río Vol                               | Río Vol                               | Víchegda            | 174           | -             | 1810         | Dvina   |
| —     | —     | —         | —                                     | Río Víshera                           | Río Víshera                           | Río Víshera                           | Víchegda            | 247           | -             | 8780         | Dvina   |
| —     | —     | —         | —                                     | Río Vym                               | Río Vym                               | Río Vym                               | Víchegda            | 499           | 196           | 25 600       | Dvina   |
| —     | —     | —         | —                                     | Río Yárenga                           | Río Yárenga                           | Río Yárenga                           | Víchegda            | 281           | 48,8          | 5140         | Dvina   |
| —     | —     | —         | —                                     | Río Nem                               | Río Nem                               | Río Nem                               | Víchegda            | 260           | 37,3          | 4230         | Dvina   |
| —     | —     | —         | —                                     | Río Sévernaja Keltma                  | Río Sévernaja Keltma                  | Río Sévernaja Keltma                  | Víchegda            | 155           | -             | 7960         | Dvina   |
| —     | —     | —         | —                                     | Río Lokchim                           | Río Lokchim                           | Río Lokchim                           | Víchegda            | 272           | -             | 6600         | Dvina   |
| —     | —     | —         | —                                     | Río Sysola                            | Río Sysola                            | Río Sysola                            | Víchegda            | 487           | 33            | 17 200       | Dvina   |
| —     | —     | —         | —                                     | Río Vileda                            | Río Vileda                            | Río Vileda                            | Víchegda            | 321           | 42,7          | 5610         | Dvina   |
| —     | D     | boca      | Río Úftjuga                           | Río Úftjuga                           | Río Úftjuga                           | Río Úftjuga                           | Dvina Septentrional | 236           | 37,5          | 6300         | Dvina   |
| I     | —     | 543       | Río Avniuga                           | Río Avniuga                           | Río Avniuga                           | Río Avniuga                           | Dvina Septentrional | 32            |               |              | Dvina   |
| —     | D     | boca      | Río Erga                              | Río Erga                              | Río Erga                              | Río Erga                              | Dvina Septentrional | 159           |               | 1660         | Dvina   |
| I     | —     | boca      | Río Yumiz                             | Río Yumiz                             | Río Yumiz                             | Río Yumiz                             | Dvina Septentrional | 180           |               | 1825         | Dvina   |
| I     | —     | 442       | Río Kódima                            | Río Kódima                            | Río Kódima                            | Río Kódima                            | Dvina Septentrional |               |               |              | Dvina   |
| —     | D     | boca      | Río Nondrus                           | Río Nondrus                           | Río Nondrus                           | Río Nondrus                           | Dvina Septentrional | 103           |               | 668          | Dvina   |
| I     | —     | 362       | Sistema Vaga—Ustia                    | Sistema Vaga—Ustia                    | Sistema Vaga—Ustia                    | Sistema Vaga—Ustia                    | Dvina Septentrional | 730           | 384           | 44 800       | Dvina   |
| I     | —     | 362       | Río Vaga                              | Río Vaga                              | Río Vaga                              | Río Vaga                              | Dvina Septentrional | 575           | 384           | 44 800       | Dvina   |
| —     | —     | —         | —                                     | Río Ustia                             | Río Ustia                             | Río Ustia                             | Vaga                | 477           | 92,4          | 17 500       | Dvina   |
| —     | —     | —         | —                                     | —                                     | Río Kokshenga                         | Río Kokshenga                         | Ustia               | 251           | 35            | 5670         | Dvina   |
| —     | —     | —         | —                                     | Río Vel                               | Río Vel                               | Río Vel                               | Vaga                | 223           | 47,7          | 5390         | Dvina   |
| —     | —     | —         | —                                     | Río Kuloy                             | Río Kuloy                             | Río Kuloy                             | Vaga                | 206           | 8,7           | 3300         | Dvina   |
| —     | —     | —         | —                                     | Río Led                               | Río Led                               | Río Led                               | Vaga                | 184           | 16,7          | 1450         | Dvina   |
| —     | —     | —         | —                                     | Río Padenga                           | Río Padenga                           | Río Padenga                           | Vaga                | 169           |               | 1470         | Dvina   |
| —     | —     | —         | —                                     | Río Puya                              | Río Puya                              | Río Puya                              | Vaga                | 172           | 25            | 2900         | Dvina   |
| —     | D     | 334       | Río Vaen'ga                           | Río Vaen'ga                           | Río Vaen'ga                           | Río Vaen'ga                           | Dvina Septentrional |               |               |              | Dvina   |
| I     | —     | 241       | Río Emca (o Yomtsa)                   | Río Emca (o Yomtsa)                   | Río Emca (o Yomtsa)                   | Río Emca (o Yomtsa)                   | Dvina Septentrional | 188           | 70            | 14 100       | Dvina   |
| —     | D     | 233       | Río Puksen'ga                         | Río Puksen'ga                         | Río Puksen'ga                         | Río Puksen'ga                         | Dvina Septentrional |               |               |              | Dvina   |
| —     | D     | 137       | Río Pinega                            | Río Pinega                            | Río Pinega                            | Río Pinega                            | Dvina Septentrional | 779           | 430           | 42 600       | Dvina   |
| —     | —     | —         | —                                     | Río Ileša                             | Río Ileša                             | Río Ileša                             | Pínega              | 204           | -             | 2250         | Dvina   |
| —     | —     | —         | —                                     | Río Yula                              | Río Yula                              | Río Yula                              | Pínega              | 314           | -             | 5290         | Dvina   |
| —     | —     | —         | —                                     | Río Pókshenga                         | Río Pókshenga                         | Río Pókshenga                         | Pínega              | 170           | 44            | 4960         | Dvina   |
| —     | —     | —         | —                                     | Río Yézhuga                           | Río Yézhuga                           | Río Yézhuga                           | Pínega              | 165           | -             | 2850         | Dvina   |
| —     | —     | —         | —                                     | Río Viya                              | Río Viya                              | Río Viya                              | Pínega              | 181           | -             | 2710         | Dvina   |

### Afluentes en el Registro Estatal de Aguas de Rusia
En el Registro Estatal de Aguas de Rusia, se recogen los siguientes afluentes (los kilómetros son la distancia a la boca):
- 54 km: vía fluvial prot. Uemlyanka
- 71 km: río Lyavlya
- 84 km: río Lyndoga (Rakulka)
- 90 km: río Chiruha
- 99 km: río Vozhodorka (Vodzheromka, Vodzhom)
- 114 km: río Bolshaya Jura (de 89 km)
- 137 km: río Pinega (de 779 km)
- 147 km: río Varga
- 180 km: río Hepalka
- 188 km: río Oboksha (132 km)
- 194 km: río Veklimicha
- 199 km: río Smerdya
- 216 km: río Siya
- 222 km: río Chelmokhta
- 228 km: río Pyazhma
- 233 km: río Pukshenga (Pokshenga, de 121 km)
- 240 km: río Pingisha (Pinguicha, de 124 km)
- 241 km: río Emca (188 km y 14100 km²)
- 268 km: arroyo Nikolka
- 274 km: río Big Cirox
- 301 km: río Morzhevka (Morzheva)
- 311 km: río Yumata (Yuma)
- 316 km: río Usolka
- 325 km: río Bolshaya Shenga (Shonga)
- 329 km: río Malaya Shenga
- 334 km: río Vaenga (218 km)
- 339 km: río Pyanda (106 km)
- 353 km: río Olkhovka
- 362 km: río Vaga (575 km)
- 365 km: río Ludega
- 402 km: vía fluvial prot. Rubylissky (Rubelovsky Hollow)
- 406 km: río Tulgas
- 413 km: río Numa
- 421 km: vía fluvial prot. Hueco Selmeng
- 434 km: río Toda
- 435 km: vía fluvial prot. Borchakha (Borchanka)
- 442 km: río Kodima (Kodma, Kodesha, 182 km)
- 445 km: vía fluvial prot. Kurya
- 454 km: vía fluvial prot. Kurya
- 462 km: río Toima inferior (165 km)
- 466 km: río Nykhmizh
- 478 km: río Nozica
- 484 km: río Nosa
- 488 km: río Seftra (Sevtra)
- 492 km: río Chashchevka
- 493 km: río Unzhitsa
- 502 km: río Cox (110 km)
- 502 km: río Soig
- 505 km: río Kintysh
- 509 km: río Verkhnyaya Toima (100 km)
- 512 km: río Palenga
- 517 km: río Malaya Svaga
- 519 km: río Bolshaya Svaga
- 526 km: río Yorga (159 km)
- 543 km: río Avnyuga (Avnega)
- 563 km: río Rakulka
- 582 km: vía fluvial prot. Hueco Syamovsky
- 594 km: vía fluvial prot. Hueco tranquilo
- 596 km: río Shoksha
- 611 km: río Ezdringa
- 616 km: río Lyabla (Lyablya)
- 617 km: vía fluvial prot. Hueco Peschansky
- 619 km: arroyo Nechmezh
- 624 km: río Evda
- 638 km: río Brodovaya
- 643 km: río Kansa
- 652 km: río Wongodi (Vongoditsa)
- 656 km: vía fluvial prot. Novinsky Hollow
- 665 km: río Ergus (Iorgus)
- 670 km: vía fluvial prot. Shebernich
- 673 km: río Víchegda
- 674 km: río Kotlashanka
- 702 km: río Ukhtomka
- 717 km: río Lapinka
- 719 km: río Savvatievka
- 727 km: río Shomoksa (Shemoksa, Shemoks)
- 735 km: río Striga
- 738 km: Río Negro
- 744 km: río Yug
- 744 km: río Sukhona